# Ole Sarvig
Ole Sarvig (* 27. November 1921 in Kopenhagen; † 4. Dezember 1981 ebenda) war ein dänischer Schriftsteller, Übersetzer, Kunsthistoriker und -kritiker. Vor allem wurde er als Lyriker bekannt. 

## Leben und Werk
Ole Sarvig studierte Kunstgeschichte und Philosophie. Er wurde Verlagslektor und war von 1950 bis 1954 als Kunstkritiker tätig. Anschließend lebte er bis 1962 in Spanien. 1972 wurde er Mitglied der Dänischen Akademie.
Mit Sarvig beginnt in der dänischen Lyrik der Modernismus. In seinen abstrakten Gedichten sind die Objekte nur Sinnbilder der seelischen Wesensarten. Seine Lieblingsmetapher ist das Haus für das Ich. Eine seiner Gedichtsammlungen trägt den Titel Jeghuset (Das Ich-Haus, 1944). Nach Sarvig ist der Mensch in seinem Werdegang isoliert und zweckentfremdet, bis er die Notwendigkeit erkennt, zurückzukehren zum Ich, „zu dem merkwürdigen Haus, das einst dastand und hinaussah auf den Strand in den frühen Morgen“. Die Angst vor Beziehungslosigkeit ist das Leitmotiv zahlreicher Gedichte. Ein Gedicht aus seiner lyrischen Debüt-Sammlung Grønne digte (Grüne Gedichte, 1943) wurde 2006 als Kulturerbe in den Dänischen Kulturkanon aufgenommen. Per Nørgård vertonte einige seiner Gedichte.
Ort der Handlung seines ersten Romans Die Steinwüste (Stenrosen) ist das steinwüstenartige Nachkriegs-Berlin. Seine späteren Romane wirken oft kafkaesk und sind nicht immer leicht verständlich, obwohl Hansen darin Techniken des Kriminalromans verwendet. Meist ist die Hauptfigur auf der Suche nach ihrem eigenen Ich. So hat zum Beispiel der aus dem Krieg heimgekehrte Erzähler in dem Roman Die Schlafenden (De sovende, 1958) die Erinnerung an seine schlimmen Taten verdrängt und kann nur Erlösung dadurch finden, dass er sein Opfer aufsucht.
Sarvig erwarb sich auch „besondere Anerkennung als Übersetzer von Shakespeares Werken“.

## Zitat
„Alt var blevet roligt, / som om vi nu steg som et Skib gennem Rummet, / som om et vældigt Væsen vandrede / med Natten i sit Hjerte, / […]

Alles ist ruhig geworden, / als stiegen wir wie ein Schiff durch den Raum, / als wandelte ein gewaltiges Wesen / mit der Nacht in seinem Herzen, […]“

## Auszeichnungen
- 1948: Literaturpreis Drachmannlegatet
- 1960: Dänischer Kritikerpreis
- 1964: Søren-Gyldendal-Preis
- 1967: Großer Preis der Dänischen Akademie

## Werke (Auswahl)

### Als Autor
Essays
- Blick in die Zeit. Flamberg Verlag, Zürich 1962.[5]

Lyrik
- Min Kælighed. Epilog til en digtkreds. Wivels Forlag, Kopenhagen 1952.
- Grønne digte. Gyldendal, Kopenhagen 1966 (EA Kopenhagen 1943).
- Jeghuset. Branner, Kopenhagen 1944.
- Mangfoldighed. Rosendahl & Jørgensen, Kopenhagen 1945.
- Legende. Schultz, Kopenhagen 1946.
- Menneske. Kopenhagen 1948.
- Min Kærlighed. Kopenhagen 1952.
- Spirende digte. Éditions Centre Graphique, Kopenhagen 1967 (Illustriert von Jean-Pierre Vielfaure).
- Den sene dag. Kopenhagen 1951. 
  - Der späte Tag. Flamberg Verlag, Zürich 1964 (übersetzt von Dankward Nielsen).

Romane
- Stenrosen. 5. Aufl. Gyldendal, Kopenhagen 1975, ISBN 87-00-08911-7 (EA Kopenhagen 1955).
- De Sovende. Kriminalroman. 3. Aufl. Gyldendal, Kopenhagen 1968 (EA Kopenhagen 1958). 
  - Die Schlafenden. Roman. Flamberg Verlag, Zürich 1960 (übersetzt von Albrecht Leonhardt).
- Havet under mit Vindue. Neuaufl. Gyldendal, Kopenhagen 1997, ISBN 87-00-15374-5 (EA Kopenhagen 1960). 
  - Das Meer unter meinem Fenster. Roman. Rowohlt, Reinbek 1976, ISBN 3-499-14023-3.[5]
- Limbo. 3. Aufl. Gyldendal, Kopenhagen 1976, ISBN 87-01-23312-2 (EA Kopenhagen 1963).
- Glem Ikke. En burleske roman. 2. Aufl. Gyldendal, Kopenhagen 1972, ISBN 87-00-491012 (EA Kopenhagen 1972).
- De rejsende. En undergangsroman. 2. Aufl. Gyldendal, Kopenhagen 1978, ISBN 87-01-68201-6.

Theaterstücke
- Sejlads. Spil for scene eller mørk sal. Gyldendal, Kopenhagen 1974, ISBN 87-00-05521-2.

Werkausgabe
- Menneske til menneske. En digtkreds. Gyldendal, Kopenhagen 1993, ISBN 87-00-15313-3.[6]

### Als Herausgeber
Essays
- Edvard Munchs Grafik. Kopenhagen 1948. 
  - Graphik. Edvard Munch. 2. Aufl. Flamberg Verlag, Zürich 1965.
- Krisens Billedbog. 2. Aufl. Gyldendal, Kopenhagen 1963 (EA 1950).